# Gonnetot
Gonnetot – miejscowość i gmina we Francji, w regionie Normandia, w departamencie Sekwana Nadmorska.
Według danych na rok 1990 gminę zamieszkiwało 130 osób, a gęstość zaludnienia wynosiła 56 osób/km² (wśród 1421 gmin Górnej Normandii Gonnetot plasuje się na 768. miejscu pod względem liczby ludności, natomiast pod względem powierzchni na miejscu 871.).